# پاریس سفید
پاریس سفید (به فرانسوی: Paris la blanche) نام یک فیلم درام فرانسوی به کارگردانی لیدیا ترکی محصول ۲۰۱۶ است.

## داستان
رقیه در ۷۰ سالگی تصمیم می‌گیرد تا روستایش در منطقه قبائل الجزایر را ترک کند و به پاریس برود. او به تنهایی در طول مدیترانه سفر می‌کند تا همسرش نور را به خانه بازگرداند. از بندر الجزیره تا میدان پیگال در پاریس تنها با آدرس یک هتل روی تکه ای کاغذ و البته کمک دوستانی تازه و باورنکردنی او سرانجام نور را در حومه شهر پیدا می‌کند. اما قهرمان او، کهنه سرباز جنگ، فردی که در ۴۰ سال گذشته مخارج خانواده را از آن سوی مرزها تأمین می‌کرده، تبدیل به یک بیگانه شده‌است.